# María del Carmen González Ramos
María del Carmen González-Ramos García-Prieto de Muñoz, H.F.S.C, řeholním jménem María del Carmen od Dítěte Ježíše (30. června 1834, Antequera – 9. listopadu 1899, tamtéž) byla španělská římskokatolická řeholnice, zakladatelka a členka kongregace Františkánských sester Nejsvětějších Srdcí. Katolická církev ji uctívá jako blahoslavenou.

## Život

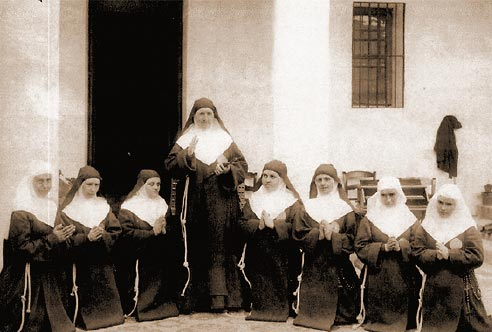
Matka María del Carmen od Dítěte Ježíše (stojící) spolu s dalšími sestrami z její kongregace

Narodila se dne 30. června 1834 v Antequeře jako šesté z devíti dětí Salvadoru Gonzálezovi a Juaně Ramos. Pokřtěna byla 1. července téhož roku. Její matka zemřela 12. července 1855 a její otec zemřel 8. března 1871.
Na její vzdělání dohlíželi soukromí učitelé. Dne 9. května 1857 se navzdory námitkám svých rodičů provdala za Joaquína Muñoze del Caño, který se ukázal být násilným a nevěrným mužem. Brala však za své poslání svého muže obrátit a přimět k pokání, což se jí skutečně podařilo. Její manžel zemřel po nemoci dne 3. října 1881.
Ve svém domě shromáždila komunitu žen s touhou po zasvěceném životě a začala se věnovat péči o potřebné. Dne 8. května 1884 založila s pomocí kapucínského kněze Bernabé de Astoraga, který byl jejím duchovním vůdcem, ženskou řeholní kongregaci Františkánských sester Nejsvětějších Srdcí. Do kongregace poté spolu se svými společnicemi vstoupila. Dne 17. září 1884 složila své první dočasné řeholní sliby v kongregaci a dne 20. února 1889 pak složila své doživotní řeholní sliby. Přijala řeholní jméno María del Carmen od Dítěte Ježíše.
Zemřela na tyfus dne 9. listopadu 1899 v Antequeře. Její ostatky byly dne 9. října 1907 exhumovány, k další exhumaci pak došlo 30. května 1947. Jsou uchovávány v mateřském domě jí založené kongregace v Antequeře.

## Úcta
Její beatifikační proces započal dne 19. prosince 1963, čímž obdržela titul služebnice Boží. Dne 7. dubna 1984 ji papež sv. Jan Pavel II. podepsáním dekretu o jejích hrdinských ctnostech prohlásil za ctihodnou. Dne 26. června 2006 byl uznán zázrak na její přímluvu, potřebný pro její blahořečení.

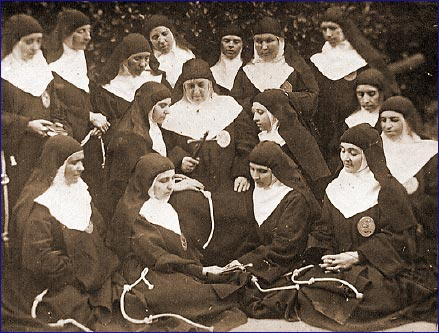
Matka María del Carmen od Dítěte Ježíše (vprostřed s křížem) spolu s dalšími sestrami z její kongregace

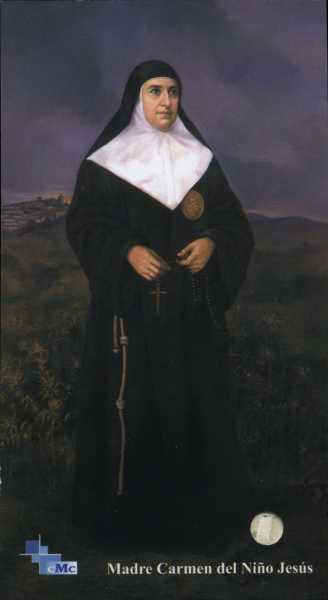
Portrét

Blahořečena pak byla dne 6. května 2007 v Antequeře. Obřadu předsedal jménem papeže Benedikta XVI. kardinál José Saraiva Martins.
Její památka je připomínána 9. listopadu. Bývá zobrazována v řeholním oděvu. Je patronkou jí založené kongregace.